# Tărășeni, Adâncata
Tărășeni, întâlnit și sub forma Tătărășeni (în ucraineană Тарашани, transliterat: Tarașanî, în rusă Тарашаны, transliterat: Tarașanî și în germană Terescheni sau Tereszeny) este un sat reședință de comună în raionul Adâncata din regiunea Cernăuți (Ucraina). Are 987 locuitori, preponderent ucraineni (ruteni).
Satul este situat la o altitudine de 362 metri, în partea de centru a raionului Adâncata. De această comună depinde administrativ satul Prevoroche.

## Istorie
Localitatea Tărășeni a făcut parte încă de la înființare din Principatul Moldovei.  
În anul 1673, domnitorul Ștefan Petriceicu a zidit în satul Mănăstioara (Siret) o biserică de piatră cu hramul Sf. Onufrie. Aceasta a fost sfințită de către mitropolitul Dosoftei Bărilă al Moldovei. Cu această ocazie, ctitorul a înzestrat biserica cu încă o bucată din toloaca târgului Siret, cu un heleșteu domnesc (Iazul Manzati), satul Băncești și un iaz cu pește, satul Dornești cu robi și iazuri, satul Tărășeni cu iaz și moară, 3 fălci de vie și a patra parte din satul Drăgușeni (astăzi înglobat în Mănăstioara).  Domnitorul Mihai Racoviță (1703-1705, 1707-1709 și 1716-1726) întărește această danie în anul 1708.
În ianuarie 1775, ca urmare a atitudinii de neutralitate pe care a avut-o în timpul conflictului militar dintre Turcia și Rusia (1768-1774), Imperiul Habsburgic (Austria de astăzi) a primit o parte din teritoriul Moldovei, teritoriu cunoscut sub denumirea de Bucovina. După anexarea Bucovinei de către Imperiul Habsburgic în anul 1775, localitatea Tărășeni a făcut parte din Ducatul Bucovinei, guvernat de către austrieci, făcând parte din districtul Siret (în germană Sereth).  
După Unirea Bucovinei cu România la 28 noiembrie 1918, satul Tărășeni a făcut parte din componența României, în Plasa Cosminului a județului Cernăuți. Pe atunci, majoritatea populației era formată din ucraineni, existând și o comunitate de români. 
Ca urmare a Pactului Ribbentrop-Molotov (1939), Bucovina de Nord a fost anexată de către URSS la 28 iunie 1940, reintrând în componența României în perioada 1941-1944. Apoi, Bucovina de Nord a fost reocupată de către URSS în anul 1944 și integrată în componența RSS Ucrainene. 
Începând din anul 1991, satul Tărășeni face parte din raionul Adâncata al regiunii Cernăuți din cadrul Ucrainei independente. Conform recensământului din 1989, numărul locuitorilor care s-au declarat români plus moldoveni era de 124 (66+58), reprezentând 13,57% din populație . În prezent, satul are 987 locuitori, preponderent ucraineni.

## Demografie
Componența lingvistică a localității Tărășeni
     Ucraineană (91,89%)
     Română (6,99%)
     Rusă (1,11%)
Conform recensământului din 2001, majoritatea populației localității Tărășeni era vorbitoare de ucraineană (91,89%), existând în minoritate și vorbitori de română (6,99%) și rusă (1,11%).
1930: 1.210 (recensământ) 
1989: 914 (recensământ)
2007: 987 (estimare)

### Recensământul din 1930
Componența etnică a comunei Tărășeni (județul Cernăuți)
     Români (14,79%)
     Germani (12,4%)
     Evrei (3,96%)
     Ruteni (54,15%)
     Ruși (12,64%)
     Polonezi (2,06%)
Componența confesională a comunei Tărășeni
     Ortodocși (79,25%)
     Romano-catolici (10,91%)
     Mozaici (4,29%)
     Evanghelici\Luterani (3,14%)
     Greco-catolici (2,06%)
     Baptiști (0,35%)
Conform recensământului efectuat în 1930, populația comunei Tărășeni se ridica la 1.210 locuitori. Majoritatea locuitorilor erau ruteni (54,15%), cu o minoritate de români (14,79%), una de germani (12,40%), una de evrei (3,96%), una de ruși (12,64%) și una de polonezi (2,06%). Din punct de vedere confesional, majoritatea locuitorilor erau ortodocși (79,25%), dar existau și mozaici (4,29%), romano-catolici (10,01%), evanghelici\luterani (3,14%) greco-catolici (2,06%) și baptiști (0,35%).